# Резня в Дуранго (2011)
Резня в Дуранго — массовые убийства, совершённые в городе Виктория-де-Дуранго в 2011. По данным новостных агентств, в массовых захоронениях было найдено не меньше 340 тел. Это первые захоронения такого рода в штате и третьи в Мексике. На данный момент найдено 7 захоронений, одно из них находилось в автомастерской. Одной из жертв оказался Альфонсо Пенья, бывший глава муниципалитета Тепехуанес.